# إنيرجي كوتبوس
نادي إنيرجي كوتبوس هو أحد أندية كرة القدم في ألمانيا تأسس بتاريخ 31 يناير 1966 وهو يلعب في دوري المناطق الألماني.

## روابط إضافية
- Official website
- The Abseits Guide to German Soccer